# Andrés de Torrentes
Andrés de Torrentes (Berlanga de Duero, c. 1510 - Toledo, 4 de septiembre de 1580) clérigo compositor, organista y  maestro de capilla español.

## Vida
Son pocos los datos que se conocen del origen de Andrés de Torrentes. Se sabe que procedía de Berlanga de Duero, que ya aparece en las actas capitulares y en su testamento. Su fecha de nacimiento se calcula de una mención el 28 de noviembre de 1570, que se refiere a Torrentes como «un hombre de sesenta años».
Las primeras noticias seguras son del 7 de junio de 1538, cuando las actas capitulares notan que Torrentes solicita la posición de cantor en la capilla musical de la Catedral de Toledo. El maestro de capilla en la época, Francisco Maldonado, debía estar enfermo o incapacitado, porque en julio de ese mismo año Torrentes se encargó de los infantes del coro con un sueldo de 2500 maravedís, trabajo habitualmente responsabilidad del maestro. El hecho indica que es posible que lo estuviesen preparando para que se convirtiera en el sucesor de Maldonado, pero en agosto regresó a Berlanga de Duero, por lo que se pensó que no regresaría. Sin embargo, regresó el 9 de noviembre, volviendo a sus responsabilidades anteriores.
Tras el fallecimiento de Maldonado, el 3 de diciembre se nombró a Torrentes maestro de capilla de la Catedral de Toledo, probablemente gracias a la intercesión del cardenal Juan Tavera. Se le prometió el salario del maestro, además de los 15 955,5 maravedís que ya cobraba por los infantes. Torrentes obtuvo la ración 44, «de tenor», que durante el siglo XVI tenían los maestro de capilla en Toledo. Sin embargo, las actas muestran que Torrentes no recibió el aumento de salario que se le había prometido. Entre las responsabilidades del maestro de capilla de Toledo estaba en la educación de los infantes: alojamiento, alimentación y la enseñanza de música, gramática y latín. Además era responsable de los ensayos y la dirección de la polifonía y de dar clases diarias de canto de órgano al público general. Colaboró con los organistas Andrés López y Gaspar Chaves, que ocupaban el cargo en 1539, además de otros ocho instrumentalistas y un coro de canto llano. El coro de infantes, los «seises», se estima entre ocho y dieciséis.
El 16 de julio de 1540 solicitó un permiso para visitar a su padre enfermo, pero debió de retrasarse en el regreso, por lo que el cabildo declaró vacante el magisterio el 29 de octubre. Torrentes solicitó el apoyo del cardenal Tavera, que escribió al cabildo informando que Torrentes había enfermado y no podía regresar. Parece que Torrentes no recibió su salario en el último tercio de 1540, pero el 1 de enero de 1541 el maestro había retornado a Toledo. No parece haber sido un excusa, ya que los siguientes dos años le fueron concedidos varios permisos por enfermedad: el 12 de agosto de 1542, 12 días; el 7 de septiembre, 30 días en su ciudad natal; el 6 de noviembre de 1543, 10 días; y el 17 de abril de 1544, un tiempo no especificado. Y a pesar de ello, en 1542 compuso su mejor obra: Missa super Nisi Dominus y además el arzobispo Juan Tavera le encargó que dirigiera la recopilación de varios libros eclesiales de música polifónica, incluidos grandes pergaminos bellamente iluminados, en un solo volumen. Sin embargo, su salario seguía en los 5000 maravedís, un cuarto de lo había cobrado Maldonado. Las ausencias por enfermedad continuaron: el 11 de noviembre de 1544 se menciona gran enfermedad; el 12 de enero de 1545 otros doce días; el 12 de enero de 1545, 20 días y el 16 de marzo finalmente renunció al cargo, sin que se mencionen las razones.
El 12 de mayo de 1545 el capítulo de Toledo emitió los edictos para ocupar de nuevo el cargo de maestro de capilla y el 31 de agosto se nombró a Cristóbal de Morales sucesor de Torrentes. Solo permanecería  dos años, principalmente debido a su mala salud, dificultades de dinero y posiblemente también debido a diferencias musicales. Renunció el 9 de agosto de 1547 y las oposiciones organizadas para encontrar a un sustituto no produjeron los resultados deseados. Se decidió escribir a Torrentes —que estaba trabajado como sacerdote en la diócesis de Osma— para que volviese al cargo. El 1 de febrero de 1548 Torrentes tomó posesión del cargo de nuevo, con un salario de 43 500 maravedís.
No hay muchas noticias de este segundo magisterio de Torrentes en Toledo, pero fue productivo en cuanto a composición, aunque parece que dejó de componer en 1549, ya que no se conocen obras posteriores. En octubre de 1552 dirigió la música de la cabalgada funeraria del cardenal Tavera desde Valladolid, donde falleció, hasta el Hospicio de San Juan en Toledo. Por razones desconocidas, el 26 de junio de 1553 Torrentes entregó su renuncia al cabildo. Es posible que fuese por razones económicas, ya que en los años anteriores Torrentes había solicitado préstamos considerables, de 50 000 y 74 666 maravedís. El 4 de julio se publicaron los edictos y se dio un plazo de 60 días. Se presentaron a las pruebas Bartolomé de Quevedo, Cristóbal de Morales, Juan Gómez de Alzaga y Ramiro Ordóñez, ganado el primero, que fue nombrado maestro de capilla de la Catedral toledana el 14 de febrero de 1554. Quevedo fue despedido «por mal acondicionado» a principios de 1563, pero permaneció en la capilla de música con una prebenda de cantor. El magisterio fue entregado a Bernardino de Ribera el 15 de abril de 1563, que procedía de la Catedral de Ávila. Ambos compartirían las responsabilidades del magisterio hasta el fallecimiento de Quevedo, que debió ocurrir poco antes del 28 de noviembre de 1570. El 2 de noviembre de 1570 solicitó treinta días por enfermedad, que debió ser seria, ya que se llegó a discutir traer de nuevo a Torrentes a Toledo, lo que llevaron a cabo el 28 de noviembre de 1570.
El 8 de febrero de 1571, Torrentes recibió la prebenda que había sido de Quevedo, por lo que cobró como «cantor» y no como maestro de capilla hasta junio de 1572, cuando le añadieron otros 40 000 maravedís a los 90 000 que se le había pagado hasta entonces. No fue hasta la partida de Ribera, en julio de 1573, cuando Torrentes recibió la prebenda del maestro de capilla. El 29 de enero de 1574 fue nombrado capellán. A partir de 1578 se comienzan a notar un deterioro en las funciones de Torrentes: Jorge de Santa María recibió pago por la composición de algunos villancicos. El 5 de junio de 1579 Torrentes renunció a la capellanía. El 13 de noviembre de ese mismo año ingresó en el Hospital del Nuncio, pero el 27 de ya estaba juzgando las oposiciones a organista. El 4 de septiembre de 1580 Torrentes falleció en Toledo, probablemente de catarro, enfermedad que plagaba Toledo ese invierno.

## Obra
Se sabe que Torrentes compuso 59 obras, de las que se conservan 56 y un fragmento. Toda la música fue copiada en un manuscrito en 1549 y no hay evidencias que Torrentes compusiera nada posteriormente. A excepción de una misa completa, las demás composiciones de Torrentes se reducen a composiciones eclesiásticas menores: 14 salmos de vísperas, 16 himnos, 14 magníficats, 2 nunc dimitis, un motete, 2 lamentaciones, 2 antífonas y 3 fabordones.

### Grabaciones
- Lobo, Alonso; Torrentes, Andrés de; Morales, Cristóbal de (1997). «The Legacy of Toledo Spanish Renaissance Music». Meridian Records (CDE 84345).